# Fillemon Kanalelo
Ronnie Fillemon Kanalelo (ur. 23 maja 1971) – były namibijski piłkarz grający podczas kariery na pozycji bramkarza. W latach 1992–1999 występował w reprezentacji Namibii i rozegrał w niej 50 meczów. W 1998 roku z tą reprezentacją wystąpił na Pucharze Narodów Afryki.